# Isabella Arendt
Isabella Arendt Vlasman (* 7. Mai 1993 in Fredericia) ist eine dänische Politikerin. Von 2019 bis 2022 war sie Parteivorsitzende der dänischen Kristendemokraterne und bei der Folketingswahl 2019 Spitzenkandidatin für den Wahlkreis Østjyllands Storkreds. Im Mai 2022 verließ Arendt die Kristendemokraterne und trat in Det Konservative Folkeparti ein, für die sie bei der vorgezogenen Folketingswahl 2022 antrat.

## Biographie
Isabella Arendt stammt aus Fredericia in Süddänemark und besuchte dort auch die Schule. Später erwarb sie einen Bachelor in Politikwissenschaft an der Universität Kopenhagen und arbeitete als Forschungsassistentin am Glücksforschungsinstitut ebenfalls in Kopenhagen. Dort lebt sie mit ihrem Ehemann.

## Politische Karriere
Isabella Arendt begann bereits als 13-Jährige damit, sich in politischen Jugendorganisationen zu engagieren, darunter in der Sozialdemokratischen Jugend Dänemarks. Für ein öffentliches Amt kandidierte sie erstmals zur Folketingswahl 2011 für die Kristendemokraterne. Damals war sie mit 18 Jahren die jüngste Kandidaten einer Folketingswahl in der Geschichte Dänemarks. Als Kandidatin im Viborg Østkredsen erhielt Arendt 85 persönliche Stimmen und zog nicht ins Parlament ein. Auch der Partei selbst gelang es nicht, über die 2%-Hürde zu kommen. Als Reaktion darauf verließ Arendt die Kristendemokraterne und trat stattdessen der sozialliberalen Radikale Venstre bei, wechselte aber kurz darauf erneut die Partei und wurde wieder Mitglied bei den Kristendemokraterne.
Zur Folketingswahl 2015 trat Arendt erneut als Kandidatin für die Kristendemokraterne an, diesmal in den Kreisen Aarhus Süd und Aarhus Nord. Sie erhielt 595 Stimmen und erreichte nicht den Einzug ins Folketing, weil es die Partei erneut nicht über die 2%-Hürde schaffte. Später wurde sie zur Vorsitzenden der Jugendorganisation ihrer Partei gewählt. 2017 wurde sie zur stellvertretenden Vorsitzenden der Kristendemokraterne gewählt und Sprecherin für Kinder und Familie. Mitten im Wahlkampf zur Folketingswahl 2019 erklärte der damalige Vorsitzende der Kristendemokraterne, Stig Grenov, im Mai, dass er aus gesundheitlichen Gründen eine Auszeit vom politischen Betrieb nehme. Arendt übernahm pro tempore dessen Amt als Parteivorsitzende sowie die Wahlkampfführung und nahm anstelle von Grenov unter anderem an der Spitzenkandidatendebatte teil. Mit ihrer Performance in der Debatte zog sie großes öffentliches Interesse und verstärkte Berichterstattung durch die Presse auf sich. Gemeinsam mit Uffe Elbæk von den Sozialliberalen erhielt sie den Politischen Dialogpreis für konstruktive und respektvolle Debattenführung. Zur Wahl erhielt Arendt selbst 8091 persönliche Stimmen, womit sie zu den 50 erfolgreichsten Kandidaten gehörte, die Kristendemokraterne selbst gelangten allerdings erneut nicht über die 2%-Hürde, obwohl sie ihr Ergebnis von der Wahl 2011 mehr als verdoppeln konnten. Im Oktober desselben Jahres kündigte Grenov an, nicht aus seiner Auszeit zurückzukehren, woraufhin Arendt in ihrem Amt als Parteivorsitzende offiziell durch Wahl bestätigt wurde.
Ab April 2021 hielt ihre Partei durch den Übertritt des zuvor sozialliberalen Abgeordneten Jens Rohde wieder einen Sitz im Folketing.
Isabella Arendt kündigte an, zu nächsten Folketingswahl – damals voraussichtlich im Jahre 2023 – erneut als Kandidatin antreten zu wollen, dann allerdings für den Hauptstadtwahlkreis Kopenhagen. Im Mai 2022 verließ Arendt die Kristendemokraterne und trat in Det Konservative Folkeparti ein, für die sie bei der vorgezogenen Folketingswahl 2022 antrat. Es gelang ihr nicht, genügend Stimmen auf sich zu vereinen, um ein Mandat im Folketing zu erringen, woraufhin sie ankündigte, sich zunächst wieder ihrer Familie zuzuwenden.

## Politische Positionen
Beobachter und Politiker anderer Parteien sehen in der Übernahme des Parteivorsitzes durch Isabella Arendt eine Annäherung an den roten Block der Mitte-Links-Parteien des dänischen Parteienspektrums, so unter anderem Sigrid Friis Proschowsky von den Sozialliberalen. Arendt selbst sieht die Kristendemokraterne als eigenständige Kraft außerhalb der traditionellen Blockpolitik und beschreibt ihre Partei als „orange“, bekräftigte aber gleichzeitig mehrfach ihre Ansicht, dass die größten Durchsetzungschancen für christdemokratische Politik nach wie vor im blauen Block der Mitte-Rechts-Parteien lägen. Arendt fordert stärkeren Einsatz bei der Bekämpfung des Klimawandels und setzt sich unter anderem für regional produzierte Lebensmittel sowie ein nachhaltiges Steuersystem ein. Einen Fokus ihres politischen Engagements legt sie außerdem auf die Betonung grundlegender Freiheitsrechte sowie der Religions- und Meinungsfreiheit. Darüber hinaus betont sie, dass sie nicht für ein Verbot von Schwangerschaftsabbrüchen sei. Sie halte die Zahl der in Dänemark vorgenommenen Schwangerschaftsabbrüche jedoch für deutlich zu hoch und fordert, dass vor der Vornahme eines solchen ein verpflichtendes Beratungsgespräch stattfinden solle. Den Feminismus hält Arendt für das größte Problem bei der Erreichung der Gleichstellung der Geschlechter, weil er Müttern die Wahlfreiheit nehme, ihre Kinder einer Karriere vorzuziehen, während auf der anderen Seite in der Gesellschaft das Vorurteil vorherrsche, dass Karrierefrauen schlechte Mütter seien. 2017 kritisierte sie die Regierung unter Lars Løkke Rasmussen für ihre Weigerung, sich an der Aufnahme von Flüchtlingen zu beteiligen, und bezeichnete dies als moralische Verpflichtung.